# Климаны (Кировская область)
Климаны — деревня в Даровском районе Кировской области в составе Верховонданского сельского поселения.

## География
Находится на расстоянии примерно 28 километров по прямой на запад-северо-запад от районного центра поселка Даровской.

## История
Известна с 1873 года, когда здесь, тогда починок у У Луптюгских Верхотин по обе стороны речек: Морозовицы и Каменицы (Климановы), было учтено дворов 8 и жителей 63, в 1926 24 и 142, в 1950 22 и 70 соответственно, в 1989 году оставалось 7 жителей.

## Население
Постоянное население  составляло 5 человек (русские 100%) в 2002 году, 1 в 2010.